# Jacksepticeye
Шон Вільям МакЛафлін (народився 7 лютого 1990 року), відомий в Інтернеті як Jacksepticeye, є ірландським ютубером, відомим своїми відеоблогами та комедійним серіалом Let's Play. Станом на червень 2023, його канал має понад 16,2 мільярда переглядів і 30 мільйонів підписників, і він є другим ірландським каналом за кількістю підписок. Він є співзасновником бренду одягу Cloak разом з іншим YouTuber Markiplier, а також засновником і власником компанії Top of The Mornin' Coffee. Він брав участь у зборах коштів, які зібрали десятки мільйонів на благодійність.

## Молодість і освіта
Шон Вільям МакЛафлін народився 7 лютого 1990 в Баллінаслоу, графство Голвей, Ірландія, був молодшим із п'яти дітей у сім'ї Джона (прибл. 1936 р. – 27 січня 2021) і Флорі Маклафлін. Він виріс у Клогані, а також деякий час жив у Банагері. Його батько працював у ESB, а мати працювала на кількох роботах, перш ніж стати опікуном за його бабусею. Маклафлін почав грати у відеоігри у віці семи років, і в дитинстві він проводив час, граючи на Nintendo Game Boy у сусідньому будиночку на дереві, пізніше описуючи, як він знайшов почуття причетності до ігор. Прізвисько «Джек Септичне Око» отримав після нещасного випадку в дитинстві під час футбольного матчу, під час якого він пошкодив око.
Коли йому було 18 років, Маклафлін і його сім'я переїхали в хатину в Балікамбері. Маклафлін вивчав музичні технології та продюсування в Лімерікському технологічному інституті. На третьому курсі навчання Маклафлін вирішив кинути навчання та повернутися додому в Балікамбер. Потім він переїхав до квартири в Атлоні, графство Вестміт у 2014 році, де він вивчав готельний менеджмент в Атлонському технологічному інституті, здобувши ступінь бакалавра мистецтв (з відзнакою). Він жив у Атлоні до 2017 року, коли переїхав до Брайтона, Англія. Серед причин переїзду були сильні ЛГБТК і веганські спільноти, а також занепокоєння щодо особистої приватності після того, як шанувальники знайшли його дім в Атлоні.

## Інтернет кар'єра

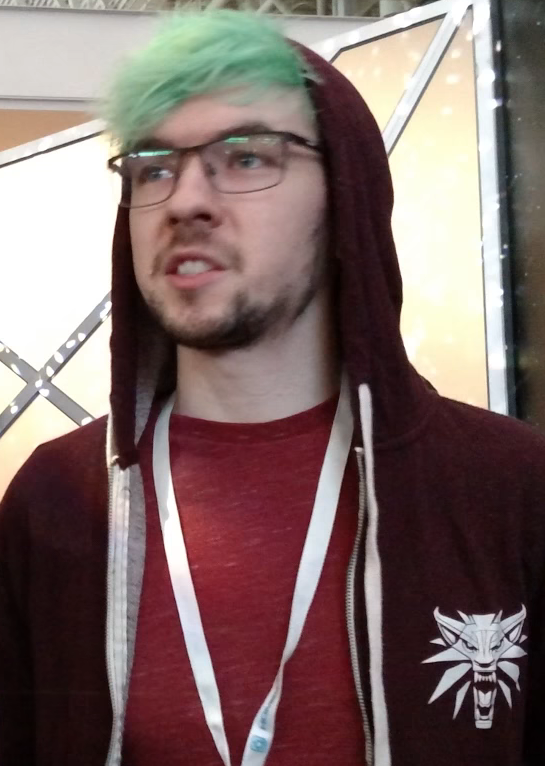
Маклафлін на PAX East у 2016 році

МакЛафлін почав завантажувати відео на YouTube під назвою «jacksepticeye» у грудні 2012 року, спочатку роблячи голосові покази, а потім перейшовши до створення ігрового контенту. У 2013 році його згадали у відео PewDiePie, через що за чотири дні кількість його підписників зросла з 2500 до 15000. Завдяки успіху свого каналу Маклафлін зміг зробити його штатною роботою до травня 2014 року У липні його канал мав понад 57 мільйонів переглядів, на той час у нього було 800 000 підписників, а до серпня того ж року він досяг мільйона підписників. До лютого 2015 року канал набрав мільярд переглядів і 3,2 мільйона підписників. Наступного року він набрав ще шість мільйонів підписників. У січні 2016 року він був одним із перших ютуберів, які підписалися на багатоканальну мережу PewDiePie Revelmode. Того року він був співорганізатором щорічної церемонії вручення нагород SXSW Gaming Awards South by Southwest.
Маклафлін зіграв роль антагоніста у другому сезоні шоу YouTube Red Scare PewDiePie. Спочатку запланована на 9 березня 2017 року прем'єра сезону була скасована до виходу через суперечки навколо PewDiePie і використання антисемітських образів на його каналі. 18 лютого 2017 року Маклафлін випустив відео під назвою «Let's Talk!» на його YouTube-канал, де обговорювалося, що PewDiePie було вилучено з Maker Studios у результаті суперечки. У ньому він уточнив, що хоча написав у Твіттері на підтримку PewDiePie, він не виправдовував його дії та вважав, що йому слід було більше вибачитися у відповідь на суперечку. Маклафлін сказав: «Ви все ще можете дружити з кимось, але не погоджуватися з тим, що вони роблять. Я не думаю, що світ такий чорно-білий» Однак наступного дня він написав у Twitter, що шкодує, що зосередився на критиці PewDiePie у відео, сказавши, що той був «наївним». У дописі на Tumblr він сказав, що він найбільше шкодує про те, що не прокоментував репортажі основних ЗМІ про суперечку, заявивши, що «існували деякі неетичні практики в грі зі ЗМІ, багато невірних цитат і спотворень». Після суперечки було підтверджено, що мережа Revelmode була закрита компанією Disney. Згодом Маклафлін був підписаний під Disney Digital Network.
У червні 2017 року Polaris, підрозділ The Walt Disney Company, оголосив, що МакЛофлін буде показаний у серіалі Polaris: Player Select на телеканалі Disney XD у рамках нового програмного блоку каналу під назвою D | XP. Пізніше того ж року МакЛафлін був представлений у двосерійному документальному фільмі RTÉ 2 "Список багатих Ірландії " як один із «30 найбільших заробітчан у віці до 30 років», що призвело до того, що він отримав широке висвітлення в ірландських засобах масової інформації та ширше ставився до людей. в країні, які не бачили його вміст на YouTube. У вересні він увійшов до списку найкращих впливових гравців 2017 року за версією Forbes Маклафлін гастролював у вересні–жовтні 2017 року в США з туром «How Did We Get Here», а пізніше у Великобританії та Європі з Game Grumps під час їхнього туру Ready Player 3. У січні 2018 року було оголошено, що McLoughlin створюватиме ексклюзивний контент для платформи прямої трансляції Twitch у рамках багаторічної угоди з Disney Digital Network. Того лютого Маклафлін оприлюднив дати туру «Як ми сюди потрапили» у США та Канаду. У липні він виступив із шоу «Як ми сюди потрапили» на комедійному фестивалі Just for Laughs у Монреалі. Того року Forbes оцінив його як восьмого найбільш високооплачуваного користувача YouTube із прибутком у 16 мільйонів доларів.

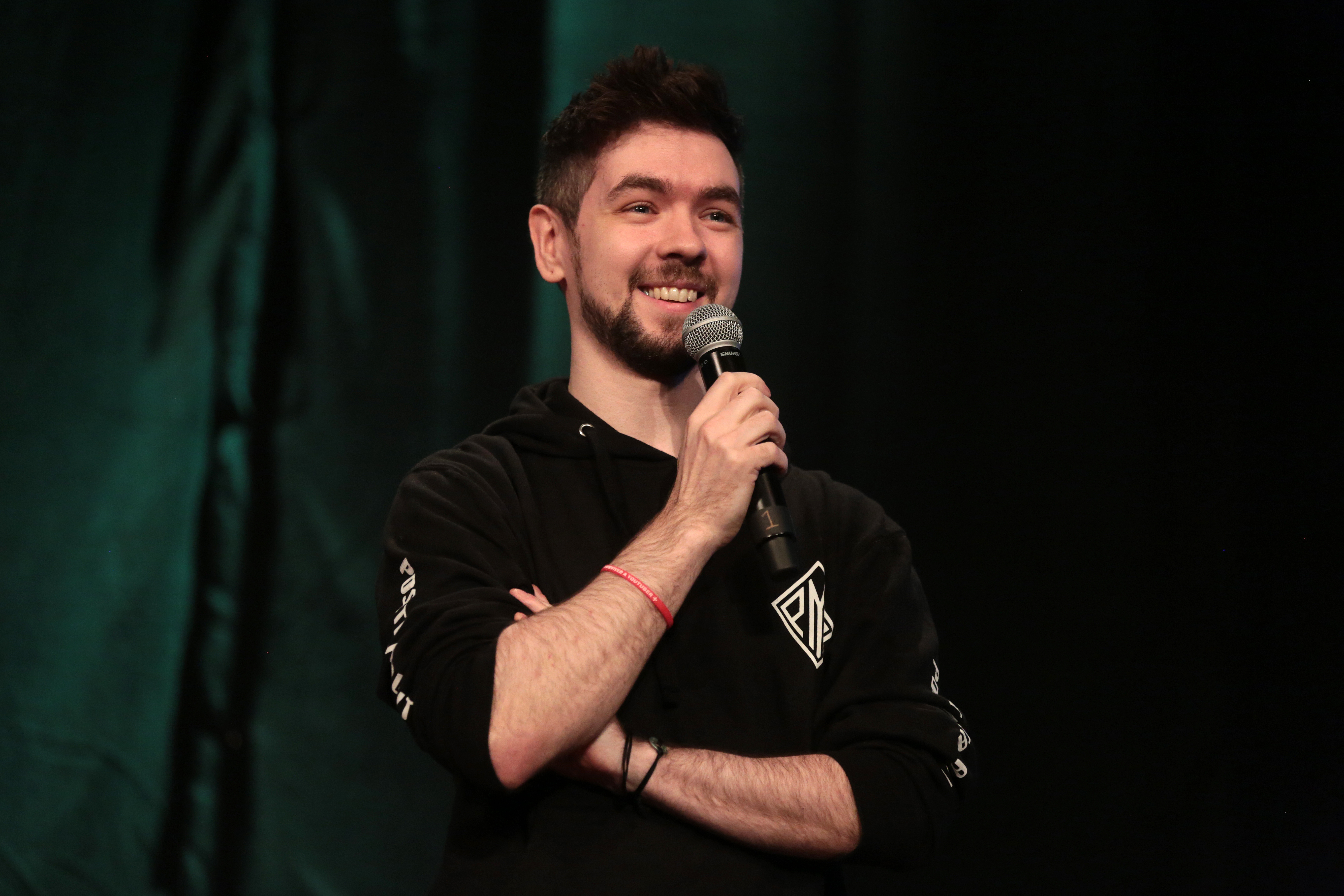
Маклафлін на PAX West у 2018 році

У січні 2019 року Маклафлін підписав контракт з агентством талантів WME, а пізніше того ж року підписав контракт із багатоканальною мережею Studio71. У жовтні 2019 року МакЛафлін з'явився на фестивалі Metarama Gaming + Music Festival разом із такими виконавцями, як Marshmello, Logic, Ninja та Overwatch League. За оцінками Forbes, він був восьмим найбільш високооплачуваним гравцем 2019 року з орієнтовним прибутком у 11 мільйонів доларів. Він також став третьою найбільш обговорюваною ігровою особистістю року в Twitter. У 2020 році МакЛафлін брав участь у Summer Game Fest, події, яка тривала з травня по серпень після скасування E3 2020. Того жовтня Маклафлін оголосив, що зніметься у фільмі «Вільний хлопець» із Раяном Рейнольдсом у головній ролі, який вийшов у серпні 2021 року Раніше Рейнольдс з'являвся у відео McLoughlin's, де вони разом грали у відеогру Deadpool. Пізніше Маклафлін розповів, що він також давав поради режисерові Шону Леві щодо того, як зробити фільм автентичним для культури відеоігор. У 2020 році Маклафлін був включений до списку Forbes 30 Under 30.
У липні 2021 року Маклафлін випустив короткометражний фільм під назвою «15 МІСЯЦІВ» на своєму YouTube-каналі, який Polygon описав як «похмуре та атмосферне дослідження свого часу під час пандемії». Пізніше того ж року він підписав контракт з агентством талантів CAA. Згідно з дослідженням, проведеним продавцем побутової електроніки Currys, McLoughlin був 6-м найпопулярнішим ігровим стримером 2021 року
У лютому 2022 року Маклафлін оголосив, що біографічний документальний фільм під назвою «Як ми тут опинилися?» Прем'єра відбудеться 28 лютого на Moment House, платформі, яка дозволяє авторам пропонувати квиткові онлайн-події. Документальний фільм розповідає про життя Маклафліна від його дитинства до його кар'єри як особистості YouTube, а також містить кадри з його однойменного туру. Потім документальний фільм було випущено спільно з Shout! У березні 2022 року він перейшов на платформи відео на вимогу, такі як iTunes, де він досяг 29-го місця в чарті iTunes у США та 9-го в чарті iTunes у Великобританії. У липневому епізоді подкасту Trash Taste у липні 2022 року Маклафлін сказав, що, швидше за все, не буде продовжувати трансляцію на Twitch, оскільки хоче більше зосередитися на своєму відредагованому контенті YouTube. У вересні Маклафлін увійшов до списку найкращих творців Forbes 2022 під номером 15. Відповідно до аналізу сайту Casino Alpha, який займається оглядом казино, у 2022 році він був сьомим найбільш високооплачуваним геймером на YouTube, приблизний дохід від його відео на YouTube того року становив 7,3 мільйона євро.